# Gunnar Spendrup
Fridolf Gunnar Georg Spendrup, född 25 augusti 1900 i Asige socken, Halland, död 1985 i Stockholm, var en svensk målare och tecknare.

## Biografi
Gunnar Spendrup var son till skomakarmästaren Alfred Spendrup och Johanna Larsson. Spendrup studerade konst i Stockholm för Edvin Ollers 1936, Otte Sköld 1937–1938 och Isaac Grünewald 1938–1939 samt en period vid Académie de la Grande Chaumière i Paris. Separat ställde han bland annat ut på Galleri Tre Kvart i Stockholm 1951. Tillsammans med Gösta Munsterhjelm och Yrjö Cassén ställde han ut på Galleri Brinken i Stockholm 1955 och tillsammans med Erik Blücher och Greta Jerken i Sollefteå 1957. Han medverkade Sveriges allmänna konstförenings salonger i Stockholm, HSB:s utställningar i Stockholm och i Onsdagsgruppens utställning på Galleri Brinken i Stockholm 1952. Under flera år vistades han i Frankrike (1948–1951), Spanien (1952–1960), Italien (1948) och Nordafrika (1949) och hemförde härifrån ett stort antal arbeten. På 1960-talet undervisade han i porträttmålning vid Märta Lindströms målarskola. Hans konst består av figurer, stilleben, stadsbilder och landskap med motiv från Skandinavien, bland annat från Gotland utförda i olja eller pastell.